# Alexandra Cadanţu
Alexandra Cadanţu (Bucarest, 3 de maig del 1990) és una tennista romanesa que bàsicament s'ha desenvolupat en l'ITF Women's Circuit. En el seu palmarès hi figuren un títol de dobles de la WTA i nou títols individuals de la ITF. Va aconseguir la seva millor posició en el rànquing d'individual l'any 2014 amb el número 59. En dobles la seva millor posició fou la 101 l'any 2012.
Va començar a jugar al tennis a l'edat dels 3 anys i és entrenada per Bogdan Popovici.

## Palmarès: 1 (0−1)

### Individual: 1 (0−1)
| Llegenda                                  |
| ----------------------------------------- |
| Grand Slam (0−0)                          |
| WTA Tour Championships / WTA Finals (0−0) |
| Premier Mandatory (0−0)                   |
| Premier 5 (0−0)                           |
| Premier (0−0)                             |
| International (0−1)                       |

| Títols per superfície |
| --------------------- |
| Dura (0−1)            |
| Gespa (0−0)           |
| Terra batuda (0−0)    |

| Resultat  | Núm. | Data                 | Torneig          | Superfície | Oponent en la final | Marcador |
| --------- | ---- | -------------------- | ---------------- | ---------- | ------------------- | -------- |
| Finalista | 1.   | 26 de febrer de 2012 | Monterrey, Mèxic | Dura       | Tímea Babos         | 4−6, 4−6 |

### Dobles: 3 (1−2)
| Llegenda                                  |
| ----------------------------------------- |
| Grand Slam (0−0)                          |
| WTA Tour Championships / WTA Finals (0−0) |
| Premier Mandatory (0−0)                   |
| Premier 5 (0−0)                           |
| Premier (0−0)                             |
| International (1−2)                       |

| Títols per superfície |
| --------------------- |
| Dura (0−0)            |
| Gespa (0−0)           |
| Terra batuda (1−2)    |

| Resultat   | Núm. | Data                 | Torneig           | Superfície   | Parella            | Oponents en la final                  | Marcador            |
| ---------- | ---- | -------------------- | ----------------- | ------------ | ------------------ | ------------------------------------- | ------------------- |
| Finalista  | 1.   | 29 d'abril de 2012   | Fes, Marroc       | Terra batuda | Irina-Camelia Begu | Petra Cetkovská Alexandra Panova      | 6−3, 6−7(5), [9−11] |
| Guanyadora | 1.   | 13 de juliol de 2014 | Bucarest, Romania | Terra batuda | Elena Bogdan       | Çağla Büyükakçay Karin Knapp          | 6−4, 3−6, [10−5]    |
| Finalista  | 2.   | 17 de juliol de 2016 | Bucarest          | Terra batuda | Katarzyna Piter    | Jessica Moore Varatchaya Wongteanchai | 3−6, 6−7(5)         |

### Circuit ITF: 18 (7−11)

#### Individual: 17 (7–10)
| Circuit ITF             |
| ----------------------- |
| Torneigs 100.000$ (0−0) |
| Torneigs 75.000$ (0−0)  |
| Torneigs 50.000$ (0−0)  |
| Torneigs 25.000$ (2−3)  |
| Torneigs 15.000$ (0−0)  |
| Torneigs 10.000$ (5−7)  |

| Títols per superfície |
| --------------------- |
| Dura (0−1)            |
| Gespa (0−0)           |
| Terra batuda (7−9)    |

| Resultat   | Núm. | Data                    | Torneig                  | Superfície   | Oponent en la final     | Marcador         |
| ---------- | ---- | ----------------------- | ------------------------ | ------------ | ----------------------- | ---------------- |
| Guanyadora | 1.   | 10 de setembre 2006     | Bucarest 6, Romania      | Terra batuda | Irina-Camelia Begu      | 6−3, 1−6, 6−3    |
| Guanyadora | 2.   | 15 de juliol del 2007   | Bucarest 5               | Terra batuda | Ioana Gaspar            | 6−2, 6−3         |
| Finalista  | 1.   | 19 d'agost del 2007     | Constanţa, Romania       | Terra batuda | Corina Corduneanu       | 6−7(5), 6−3, 1−6 |
| Finalista  | 2.   | 2 de setembre del 2007  | Hunedoara, Romania       | Terra batuda | Elora Dabija            | 6−7(4), 6−4, 2−6 |
| Finalista  | 3.   | 16 de març del 2008     | Cairo 1, Egipte          | Terra batuda | Elena Chalova           | 2−6, 3−6         |
| Finalista  | 4.   | 3 d'agost del 2008      | Arad, Romania            | Terra batuda | Pálma Király            | 3−6, 2−6         |
| Finalista  | 5.   | 7 març 2010             | Madrid 2, Espanya        | Terra batuda | Elisa Balsamo           | 1−6, 4−6         |
| Guanyadora | 3.   | 23 de maig del 2010     | Bucarest 1               | Terra batuda | Diana Enache            | 6−2, 6−4         |
| Guanyadora | 4.   | 30 de maig del 2010     | Craiova, Romania         | Terra batuda | Mădălina Gojnea         | 5−7, 6−3, 6−0    |
| Finalista  | 6.   | 5 de setembre del 2010  | Balş, Romania            | Terra batuda | Mihaela Buzărnescu      | 3−6, 2−6         |
| Guanyadora | 5.   | 24 d'octubre del 2010   | Ain Sukhna, Egipte       | Terra batuda | Zuzana Zlochová         | 6−2, 6−3         |
| Guanyadora | 6.   | 21 de novembre del 2010 | Niterói, Brasil          | Terra batuda | Julia Cohen             | 6−1, 1−6, 6−1    |
| Finalista  | 7.   | 27 de novembre del 2010 | Barueri, Brasil          | Dura         | Conny Perrin            | 0−5, ret.        |
| Guanyadora | 7.   | 5 de desembre del 2010  | Rio de Janeiro, Brasil   | Terra batuda | Julia Cohen             | 6−1, 6−3         |
| Finalista  | 8.   | 16 de gener del 2011    | Plantation, Estats Units | Terra batuda | Sharon Fichman          | 3−6, 6−7(2)      |
| Finalista  | 9.   | 29 de maig del 2011     | Grado, Itàlia            | Terra batuda | Ajla Tomljanović        | 2−6, 4−6         |
| Finalista  | 10.  | 25 de juny del 2011     | Kristinehamn, Suècia     | Terra batuda | Jana Čepelová           | 4−6, 6−3, 4−6    |
| Guanyadora | 8.   | 11 de setembre del 2011 | Biella, Itàlia           | Terra batuda | Mariana Duque           | 6−4, 6−3         |
| Finalista  | 11.  | 2 d'octubre del 2011    | Telavi, Geòrgia          | Terra batuda | Alexandra Panova        | 6−4, 1−6, 1−6    |
| Finalista  | 12.  | 29 de juliol del 2012   | Olomouc, República Txeca | Terra batuda | Maria Teresa Torró Flor | 2−6, 3−6         |
| Finalista  | 13.  | 19 de maig del 2013     | Praga, República Txeca   | Terra batuda | Lucie Šafářová          | 6−3, 1−6, 1−6    |
| Finalista  | 14.  | 6 d'abril del 2015      | Chiasso, Suïssa          | Terra batuda | Réka Luca Jani          | 6−3, 3−6, 6−7(6) |
| Guanyadora | 9.   | 14 de juny del 2015     | Galați, Romania          | Terra batuda | Cristina Dinu           | 6−4, 6−7(2), 6−3 |
| Finalista  | 15.  | 26 de setembre del 2015 | Bucha, Ucraïna           | Terra batuda | Kristína Kučová         | 6−4, 6−7(5), 0−6 |
| Finalista  | 16.  | 5 d'agost del 2018      | Bad Saulgau, Alemanya    | Terra batuda | Laura Siegemund         | 4−6, 2−6         |

#### Dobles: 23 (11–12)
| Circuit ITF             |
| ----------------------- |
| Torneigs 100.000$ (1−3) |
| Torneigs 75.000$ (0−0)  |
| Torneigs 50.000$ (1−5)  |
| Torneigs 25.000$ (5−1)  |
| Torneigs 15.000$ (0−0)  |
| Torneigs 10.000$ (4−3)  |

| Títols per superfície |
| --------------------- |
| Dura (2−3)            |
| Gespa (0−0)           |
| Terra batuda (8−9)    |
| Moqueta (1−0)         |

| Resultat   | Núm. | Data                    | Torneig                            | Superfície   | Parella             | Oponents en la final                   | Marcador         |
| ---------- | ---- | ----------------------- | ---------------------------------- | ------------ | ------------------- | -------------------------------------- | ---------------- |
| Finalista  | 1.   | 25 de maig 2008         | Galați, Romania                    | Terra batuda | Antonia Xenia Tout  | Kristína Kučová Valentina Sulpizio     | 0−6, 2−6         |
| Finalista  | 2.   | 10 de maig 2009         | Wiesbaden, Alemanya                | Terra batuda | Alexandra Stuparu   | Leonie Mekel Pauline Wong              | 1−6, 3−6         |
| Finalista  | 3.   | 12 de desembre 2009     | Benicarló, Espanya                 | Terra batuda | Diana Enache        | Romina Oprandi Laura Pous Tió          | 4−6, 3−6         |
| Guanyadora | 1.   | 18 d'abril 2010         | Bol, Croàcia                       | Terra batuda | Alexandra Damaschin | Chantal Škamlová Romana Tabaková       | 6−2, 1−6, [10−5] |
| Guanyadora | 2.   | 25 d'abril 2010         | Šibenik, Croàcia                   | Terra batuda | Dalia Zafirova      | Maria Abramović Mădălina Gojnea        | 6−2, 6−3         |
| Guanyadora | 3.   | 28 de maig 2010         | Craiova, Romania                   | Terra batuda | Alexandra Damaschin | Tanya Germanlieva Dessislava Mladenova | 6−3, 6−3         |
| Guanyadora | 4.   | 3 de setembre 2010      | Balş, Romania                      | Terra batuda | Alexandra Damaschin | Martina Gledacheva Valentina Sulpizio  | 6−3, 7−5         |
| Guanyadora | 5.   | 30 de juny 2011         | Ystad, Suècia                      | Terra batuda | Diana Enache        | Mervana Jugić-Salkić Emma Laine        | 6−4, 2−6, [10−5] |
| Guanyadora | 6.   | 2 de setembre 2011      | Mamaia, Romania                    | Terra batuda | Elena Bogdan        | Marina Shamayko Sofia Shapatava        | 6−2, 6−2         |
| Finalista  | 4.   | 16 de setembre 2011     | Sofia, Bulgària                    | Terra batuda | Raluca Olaru        | Nina Bratchikova Darija Jurak          | 4−6, 5−7         |
| Finalista  | 5.   | 11 de febrer 2012       | Cali, Colòmbia                     | Terra batuda | Raluca Olaru        | Karin Knapp Mandy Minella              | 4−6, 3−6         |
| Guanyadora | 7.   | 26 de setembre 2014     | Podgorica, Montenegro              | Terra batuda | Stephanie Vogt      | Xenia Knoll Arantxa Rus                | 6−1, 3−6, [10−2] |
| Guanyadora | 8.   | 25 d'octubre del 2015   | Joué-lès-Tours, França             | Dura (i)     | Cristina Dinu       | Viktorija Golubic Alice Matteucci      | 7−5, 6−3         |
| Guanyadora | 9.   | 9 de novembre 2015      | Équeurdreville-Hainneville, França | Dura (i)     | Lesley Kerkhove     | Elizaveta Ianchuk Sherazad Reix        | 6−3, 6−4         |
| Finalista  | 6.   | 24 de setembre del 2016 | Sant-Maloù, França                 | Terra batuda | Jaqueline Cristian  | Lina Gjorcheska Diāna Marcinkēviča     | 6−3, 3−6, [8−10] |
| Finalista  | 7.   | 23 d'octubre del 2016   | Joué-lès-Tours                     | Dura (i)     | Ekaterina Yashina   | Ivana Jorović Lesley Kerkhove          | 3−6, 5−7         |
| Finalista  | 8.   | 30 d'octubre 2016       | Poitiers, França                   | Dura (i)     | Nicola Geuer        | Nao Hibino Alicja Rosolska             | 0−6, 0−6         |
| Finalista  | 9.   | 3 de febrer 2017        | Grenoble, França                   | Dura (i)     | Cornelia Lister     | Ilona Kremen Tereza Smitková           | 1−6, 5−7         |
| Guanyadora | 10.  | 18 de febrer 2017       | Altenkirchen, Alemanya             | Moqueta (i)  | Cornelia Lister     | Tara Moore Conny Perrin                | 6−2, 3−6, [11−9] |
| Finalista  | 10.  | 1 de setembre del 2017  | Dunakeszi, Hongria                 | Terra batuda | Tereza Smitková     | Irina Bara Chantal Škamlová            | 6−7(7), 4−6      |
| Guanyadora | 11.  | 13 de juliol 2018       | Budapest, Hongria                  | Terra batuda | Chantal Škamlová    | Kaitlyn Christian Giuliana Olmos       | 6−1, 6−3         |
| Finalista  | 11.  | 8 de setembre del 2018  | Zagreb, Croàcia                    | Terra batuda | Elena Bogdan        | Andrea Gamiz Aymet Uzcategui           | 3−6, 4−6         |
| Finalista  | 12.  | 23 de setembre del 2018 | Sant-Maloù                         | Terra batuda | Diāna Marcinkēviča  | Cristina Bucșa M.F. Herazo Gonzalez    | 6−4, 1−6, [8−10] |